# Championnat de Finlande de go
Le championnat de Finlande de go est une compétition créée en 1981 après la création du premier club de jeu de go en Finlande.